# Младьенович, Лепа
Лепа Младьенович (серб. Лепа Млађеновић; род. 9 ноября 1954, Белград) — феминистка, лесбиянка, антивоенная активистка, пионерка феминизма второй волны в Сербии. Она консультантка с феминистской оптикой для женщин, подвергнутых насилию от мужчин или лесбофобии, ведущая семинаров, писательница и лектор, а также член нескольких международных советов и сетей, которые обеспокоены правами лесбиянок и насилием в отношении женщин. Младьенович считается символом женского активизма в бывшей Югославии. Родившаяся в Белграде, она проводила летние каникулы в Сараево и на Адриатическом море. По состоянию на 2017 год Младьенович проживает в Белграде.

## Правозащитная работа

### Альтернативы психиатрии
Младьенович окончила факультет психологических исследований философского факультета Белградского университета в 1980 году. Будучи студенткой, она выступала против жёсткой системы образования, писала письма протеста профессорам, критиковала консервативные правила, которые не расширяют права и возможности студентов. Первым общественным движением, в котором Младьенович активно участвовала, была Сеть альтернатив психиатрии, целью которой была деинституционализация психиатрии из-за характерного для неё насилия и изоляции. Младьенович в 1983 году инициировала и стала соорганизатором трёхдневной международной конференции «Психиатрия и общество» в студенческом культурном центре в Белграде. Затем она работала волонтёром в центрах психического здоровья в Триесте и писала о демократичной психиатрии в Италии и центрах общественной терапии Ассоциации Арбурс в Лондоне, которые возникли на базе антипсихиатрического движения.

### Феминистский и антивоенный активизм
Феминистская активность Младьенович началась в 1978 году, когда она приняла участие в DRUG-ca Žena (Товарищи женщины), первой международной женской конференции, организованной югославскими феминистками в студенческом культурном центре в Белграде, что стало поворотным моментом для феминистского и гражданского общества в бывшей Югославии. В 1982 году Младьенович стала соорганизатором феминистской группы «Женщины и общество» в Белграде. Четыре года спустя в рамках этой группы она организовала женскую феминистскую группу самосознания.
Младьенович участвовала в первой югославской феминистской встрече в Любляне в 1987 году. Эта встреча была организована феминистской группой LILIT и лесбийской группой LILIT LL из Словении. Встреча поддерживала сестринство и связи между участницами, на ней обсуждался женский активизм, насилие в отношении женщин, репродуктивное здоровье женщин, женское искусство и культура, а также первые инициативы по организации лесбиянок. Вместе с другими активистками «Женщины и общество» Младьенович в 1990 году стала соучредительницей Горячей линии для женщин и детей, ставших жертвами насилия в Белграде. Также она была координатором и консультанткой для женщин, переживших мужское насилие. Позже она работала с женщинами, ставшими жертвами войны.
В 1991 году Младьенович присоединилась к Сташе Зайович и нескольким другим феминистским антивоенным активисткам, чтобы основать организацию «Женщины в чёрном». Группа начала с еженедельных пикетов протеста против сербского режима, а позже стала частью всемирной сети «Женщины в чёрном». «Женщины в чёрном» Белграда провели свою первую встречу 9 октября 1991 года.
Младьенович с 1992 по 2012 год была педагогом и консультанткой, работая с женщинами, ставшими жертвами мужского насилия в Боснии и Герцеговине, Хорватии и Венгрии. В 1993 году Младьенович и другие волонтеры-феминистки Горячей линии основали Autonomni Ženski Centar AŽC (Автономный женский центр); до 2011 года она была психологом-консультанткой и координатором консультативной группы центра. С 2000 года по настоящее время Младьенович участвовала во многих семинарах для женщин и группах поддержки женщин, ставших жертвами мужского насилия, она проводит на Балканах семинары по эмоциональному интеллекту для активисток (особенно лесбиянок). Младьенович работает с неправительственной итальянской организацией Donne in Rete contro la violenza и опубликовала статью о феминистском консультировании по вопросам сексуального насилия.

### Лесбийский активизм
Младьенович и Сузана Тратник в 1986 году были представительницами Югославии на конференции Международной службы информации для лесбиянок, прошедшей в Женеве. В 1990 году она, Деян Небригич и несколько других активистов основали «Аркадию», первую в Белграде организацию геев и лесбиянок; организация существовала до 1997 года. Младьенович в 1994 году стала первой сербской лесбиянкой, сделавшей каминг-аут во время передачи общественного телевидения; она обсуждала проблемы геев и лесбиянок и представляла группу «Аркадия». В следующем году она и несколько других активисток из Аркадии сформировали «Лабрис», первую лесбийскую организацию. В 2001 году Младьенович рефлексировала свой опыт, признавая, что ей было сложно открыто указывать, что источником помощи являются лесбиянки.
В составе «Лабрис» Младьенович была организатором и участницей первой Лесбийской недели в Словении в 1997 году (организованной словенской феминистской лесбийской группой «Касандра»). В мероприятии приняли участие сорок пять человек из Нови-Сада, Марибора, Скопье, Белграда, Загреба, Приштины, Сплита и Любляны, что дало возможность наладить региональное сотрудничество. Вторая Лесбийская неделя прошла в Сомборе в 2000 году, третья (вторую и третью организовывала «Лабрис») состоялась в Нови-Саде в 2004 году, а четвёртая Неделя лесбиянок была организована в 2011 году.

## Признание
В 1994 году на праздновании прайда в Нью-Йорке Младьенович получила Премию Фелипы де Соузы, присуждаемую OutRight Action International, за вклад в защиту прав ЛГБТ. Получив награду, она сказала: «Я родом не из страны, в которой родилась, а из потерянной лесбийской страны, которой у меня никогда не было, но которую я каким-то образом сумею создать».
Лесбийская организация Нови-Сада почтила Младьенович в 2011 году, открыв названный в её честь читальный зал для лесбиянок, феминисток и радикальных антифашистов. В 2013 году Младьенович получила Женскую премию Анны Кляйн от Фонда Генриха Бёлля. Младьенович привезла из регионов на церемонию награждения в Берлине 22 активисток-лесбиянок в рамках ознакомительного визита.

## Публикации
С 1992 по 2012 год Младьенович была членом и преподавательницей Центра женских исследований в Белграде. Она написала несколько эссе об изнасилованиях во время войны, насилии в отношении женщин, правах лесбиянок, лесбиянках в военное время, фемициде, феминистском подходе к правосудию переходного периода, женской солидарности и эмоциональном интеллекте. В своём манифесте «Политика женской солидарности» она говорит:
Женская солидарность – это начало дефашизации каждой из нас. Потому что мы выбираем понимание, а не обвинение, мы выбираем сочувствие, а не ненависть. Мы выбираем нести ответственность за свои действия, эмоции и мысли, а не брать на себя роль жертвы. Женская солидарность — это политика антифашизма. Потому что мы выбираем заботиться о Другом, отличном от меня. Когда мы наблюдаем за детьми глазами солидарности, наши дети не обязательно лучше и красивее детей других.